# Valdesotos
Valdesotos es un municipio y localidad española de la provincia de Guadalajara, en la comunidad autónoma de Castilla-La Mancha. El término municipal tiene una población de 31 habitantes (INE 2024).

## Historia
Hacia mediados del siglo XIX, el lugar tenía una población de 128 habitantes y un total de 40 casas. La localidad aparece descrita en el decimoquinto volumen del Diccionario geográfico-estadístico-histórico de España y sus posesiones de Ultramar de Pascual Madoz de la siguiente manera:

VAL DE SOTOS: v. con ayunt. en la prov. de Guadalajara (6 leg.), part. jud. de Tamajon (5), aud. terr. de Madrid (12), c. g. de Castilla la Nueva .dióc. de Toledo (24). sit. en un barranco circundado de cerrros y bañado por un arroyo; goza de clima templado y sano: tiene 40 casas; la consistorial con cárcel; una igl. parr. (Sta. Catalina) servida por un cura y un sacristan: confina el térm. con los de El Vado, Retiendas, Bonaval, Puebla de Valles y Tortuero; dentro de él se encuentran varias fuentes de buenas aguas: el terreno, bañado por el indicado arroyo y por el r. Jarama, es quebrajo y áspero en su mayor parte. Tiene una deh. boyal poblada de roble: caminos: los locales de herradura en mal estado: correo: se recibe y despacha en Cogolludo. prod.: cereales, legumbres, hortalizas, leñas de combustible y buenos pastos, con los que se mantiene ganado lanar, cabrio y vacuno; abunda la caza de perdices, conejos, liebres y jabalies, y la pesca de truchas, barbos y bogas: ind.: la agrícola, 
un molino harinero y una fáb. de carbón de piedra. comercio: esportacion del sobrante de frutos, é importacion de los art. que faltan. pobl.: 33 vec., 128 alm. cap. prod.: 633,334 rs. imp.: 37,400. contr.: 2,496.
(Madoz, 1849, p. 260)

## Demografía
Valdesotos cuenta con una población de 31 habitantes (INE 2024).
| Gráfica de evolución demográfica de Valdesotos entre 1842 y 2021                                                    |
| |
| Población de derecho según los censos de población del INE Población de hecho según los censos de población del INE |

## Patrimonio
En la margen izquierda del Jarama se encuentra el yacimiento arqueológico de Jarama II, en una pequeña cueva; cronológicamente se sitúa en el Magdaleniense, con restos humanos, animales y de industrias. La iglesia parroquial de Santa Catalina Virgen y Mártir es del siglo XVI, aunque sus orígenes son románicos.
En cuanto a su patrimonio natural, destaca El Chorro, una piscina natural en el arroyo del Palancar.

## Galería

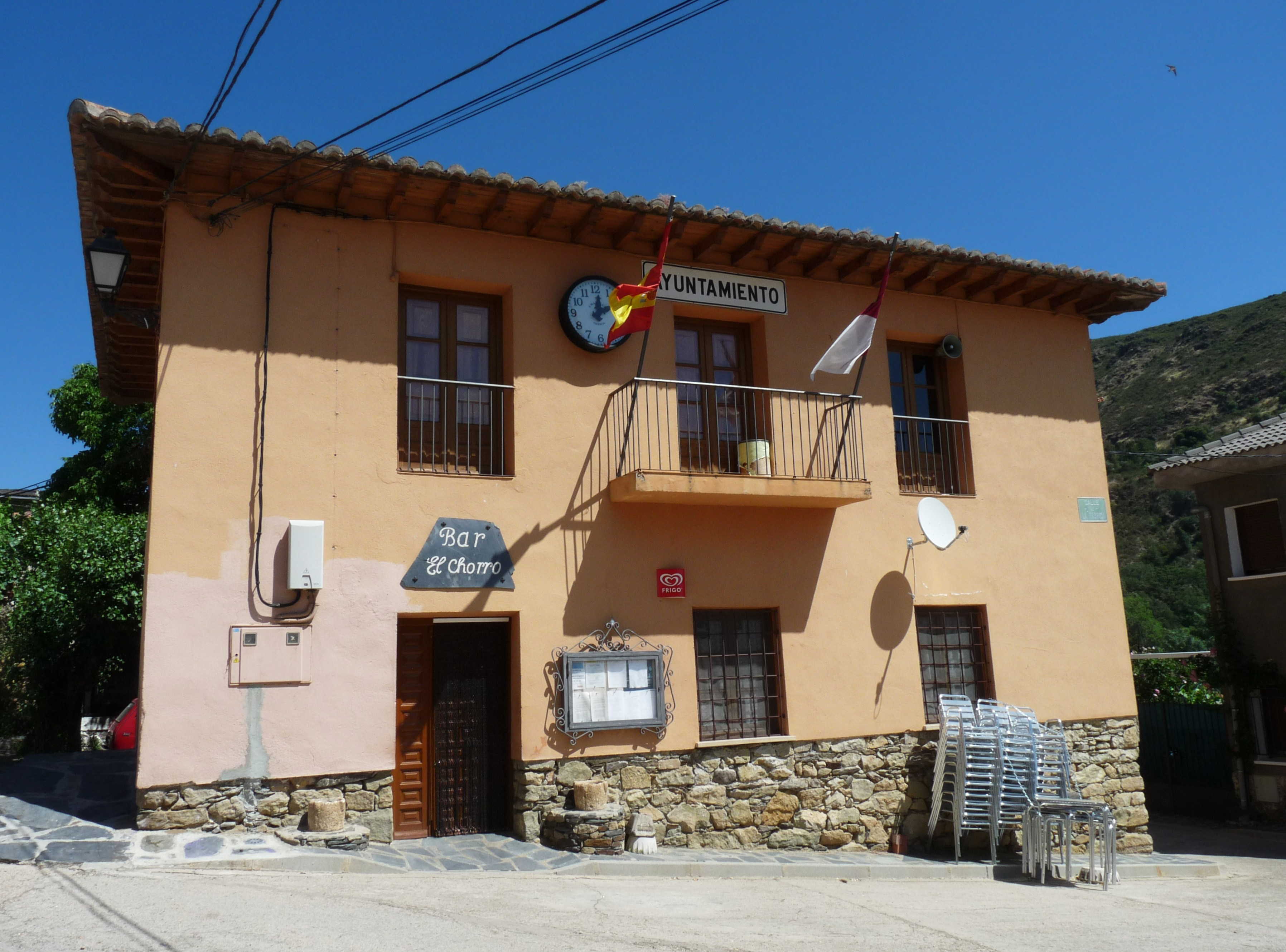
Casa consistorial
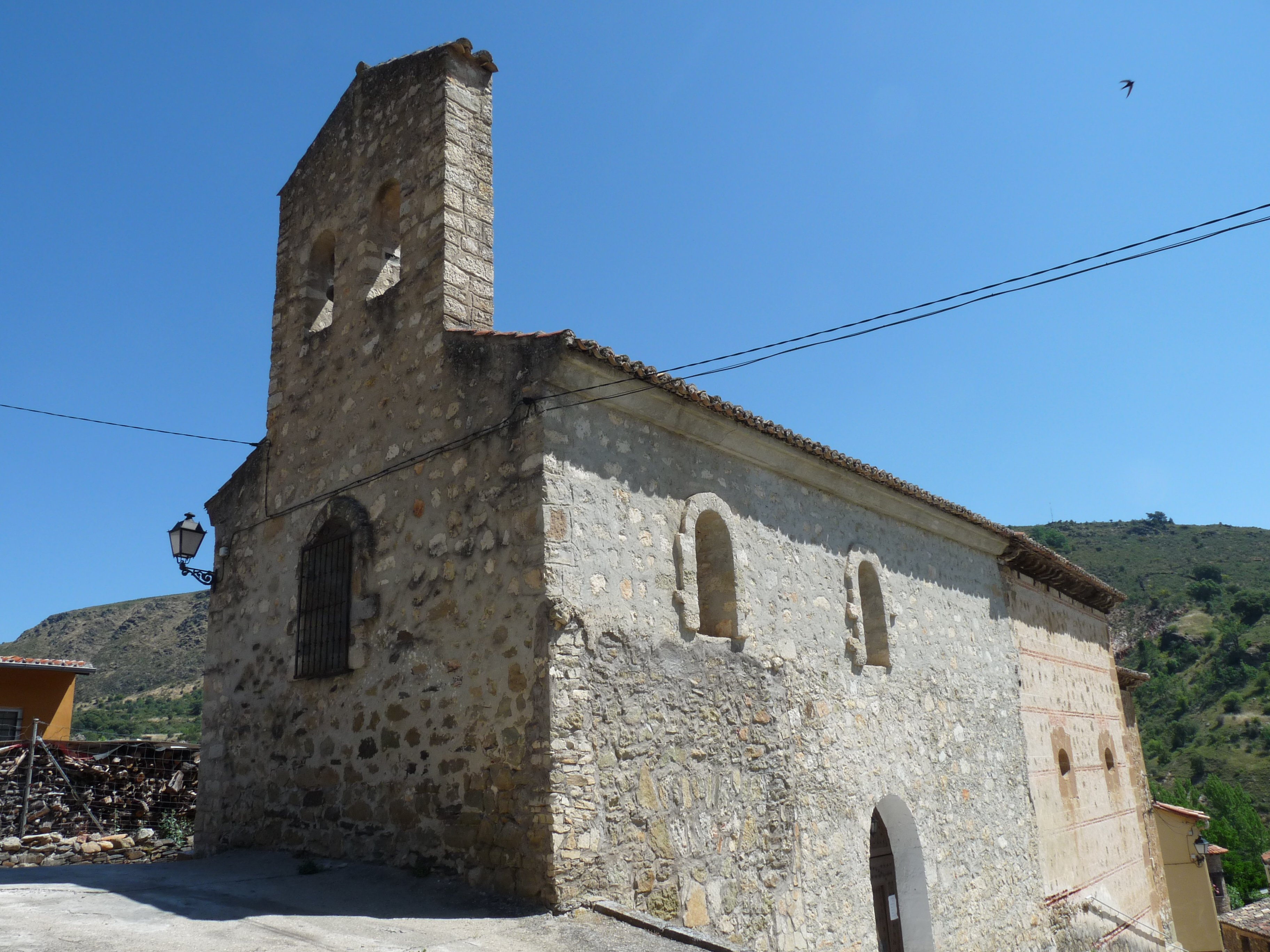
Iglesia
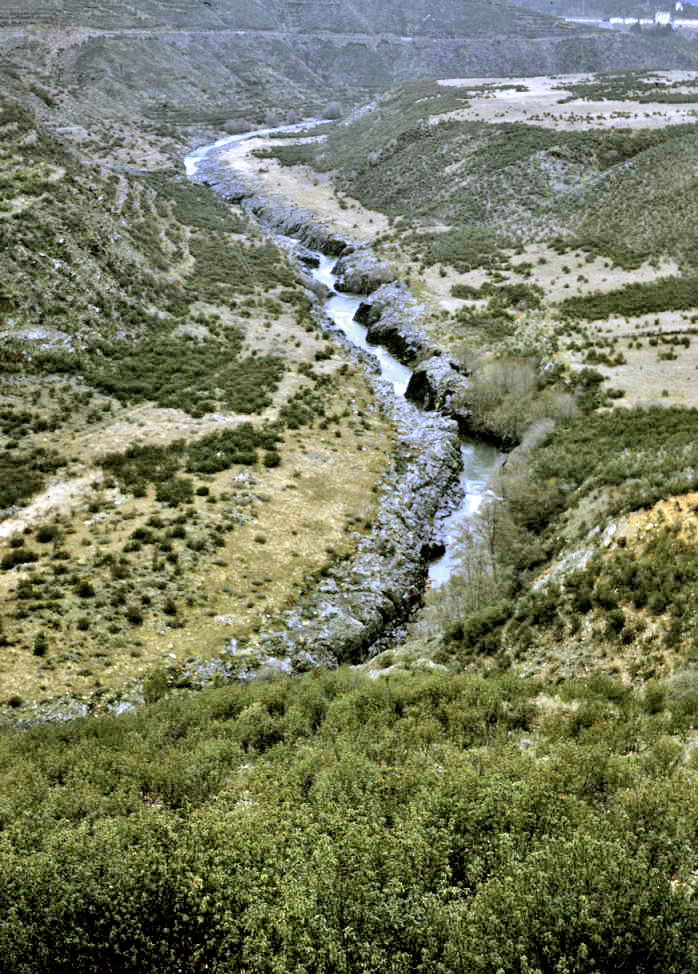
Hoz del Jarama entre Retiendas y Valdesotos